# Mervilla
Mervilla is een gemeente in het Franse departement Haute-Garonne (regio Occitanie) en telt 172 inwoners (1999). De plaats maakt deel uit van het arrondissement Toulouse.

## Geografie
De oppervlakte van Mervilla bedraagt 2,8 km², de bevolkingsdichtheid is 61,4 inwoners per km².
De onderstaande kaart toont de ligging van Mervilla met de belangrijkste infrastructuur en aangrenzende gemeenten.

## Demografie
De figuur toont het verloop van het inwonertal (bron: INSEE-tellingen).